# Phthirusa inconspica
Phthirusa inconspica är en tvåhjärtbladig växtart som beskrevs av August Wilhelm Eichler. Phthirusa inconspica ingår i släktet Phthirusa och familjen Loranthaceae. Inga underarter finns listade i Catalogue of Life.